# Nemo (singel)
Nemo (łac. Nikt) to dziewiąty singel grupy Nightwish.

## Opis albumu
Nemo to singel promujący album Once.

## Lista wydawnictw

### Finlandia(2004) /Spinefarm
1. "Nemo"
2. "Planet Hell"
3. "White Night Fantasy"
4. "Nemo (orchestral version)

Digipack, zawiera klip Nemo.
1. "Nemo"
2. "Live to Tell The Tale"
3. "Nemo (orchestral version)

### Europa(2004) /Nuclear Blast
Zawiera galerię zdjęć.
1. "Nemo"
2. "Planet Hell"
3. "White Night Fantasy"
4. "Nemo (orchestral version)

Digipack, zawiera klip Nemo.
1. "Nemo"
2. "Live to Tell The Tale"
3. "Nemo (orchestral version)

### Francja(2004) /Nuclear Blast
1. "Nemo"
2. "Planet Hell"
3. "White Night Fantasy"
4. "Nemo (orchestral version)

### Ameryka Południowa(2004) /NEMS Enterprises
Zawiera galerię zdjęć.
1. "Nemo"
2. "Planet Hell"
3. "Live to Tell The Tale"
4. "Nemo (orchestral version)

### Brazylia(2004) /Universal
1. "Nemo"
2. "Planet Hell"
3. "White Night Fantasy"
4. "Nemo (orchestral version)

### Rosja(2004) /Fono Records
1. "Nemo"
2. "Planet Hell"
3. "White Night Fantasy"
4. "Nemo (orchestral version)